# Lymantria obsoleta
Lymantria obsoleta är en fjärilsart som beskrevs av Walker 1855. Lymantria obsoleta ingår i släktet Lymantria och familjen tofsspinnare. Inga underarter finns listade i Catalogue of Life.